# Diocesi di Dardano
La diocesi di Dardano (in latino Dioecesis Dardania) è una sede soppressa del patriarcato di Costantinopoli e sede titolare della Chiesa cattolica.

## Storia
Dardano, identificabile con Maltepe nell'odierna Turchia, è un'antica sede episcopale della provincia romana dell'Ellesponto nella diocesi civile di Asia. Faceva parte del patriarcato di Costantinopoli ed era suffraganea dell'arcidiocesi di Cizico.
Come primo vescovo di questa antica diocesi, Le Quien indica Paolo, che avrebbe preso parte al concilio di Efeso del 431; in realtà questo vescovo non apparteneva a Dardano, ma alla diocesi di Daldis. Primo vescovo conosciuto di Dardano è Pietro, documentato in due occasioni: prese parte al concilio di Calcedonia del 451 e sottoscrisse nel 458 la lettera dei vescovi dell'Ellesponto all'imperatore Leone in seguito all'uccisione di Proterio di Alessandria.
Foca sottoscrisse la petizione inviata dal sinodo permanente di Costantinopoli il 20 luglio 518 al patriarca Giovanni II perché rompesse le sue relazioni con Severo di Antiochia e ristabilisse la fede calcedonese. Lo stesso prelato, il 9 settembre 520, sottoscrisse la lettera che dieci metropoliti e dieci vescovi, riuniti in sinodo a Costantinopoli, inviarono a papa Ormisda per annunciargli la morte del patriarca Giovanni e l'elezione del suo successore Epifanio.
Strategio partecipò al secondo concilio di Nicea del 787. Giovanni prese parte al concilio di Costantinopoli dell'879-880 che riabilitò il patriarca Fozio. La sigillografia ha infine restituito il nome di due vescovi, Giovanni, vissuto nella seconda metà dell'XI secolo, e Soterico, vissuto fra XI e XII secolo.
La diocesi è documentata nelle Notitiae Episcopatuum del patriarcato di Costantinopoli fino al XII secolo. La regione di Dardano fu occupata dai Turchi selgiuchidi nel 1310 e poi dagli Ottomani nel 1360 circa; probabilmente la diocesi scomparve in quest'epoca.
Il 5 marzo 1913 il patriarcato di Costantinopoli restaurò la diocesi di Dardano, unita a quella di Lampsaco, con il nome di «Metropolia di Dardanellia e Lampsaco» (Μητρόπολης Δαρδανέλλια και Λάμψακος, Mitrópolis Dardanéllia kai Lámpsakos). Questa nuova istituzione ebbe tuttavia vita breve; infatti, a seguito della guerra fra Grecia e Turchia (1919-1922) e allo scambio di popolazioni fra i due Paesi (1923), oggi non vi sono più cristiani nel territorio dell'antica sede metropolitana, che de facto non esiste più.
Dal XVII secolo Dardano è annoverata tra sedi vescovili titolari della Chiesa cattolica; dal 20 dicembre 2024 il vescovo titolare è Robert Fedek, vescovo ausiliare di Chicago.

## Cronotassi

### Vescovi greci
- Pietro † (prima del 451 - dopo il 458)
- Foca † (prima del 518 - dopo il 520)
- Strategio † (menzionato nel 787)
- Giovanni I † (menzionato nell'879)
- Giovanni II † (XI secolo)
- Soterico † (circa XI/XII secolo)

### Vescovi titolari
- Nicolas Coeffeteau, O.P. † (12 giugno 1617 - 21 aprile 1623 deceduto)
- Etienne de Puget † (4 dicembre 1623 - 18 aprile 1644 confermato vescovo di Marsiglia)[11]
- Ludwig Wilhelm Benz † (31 gennaio 1655 - 11 febbraio 1683 deceduto)
- Johannes Wolfgang von Bodman † (2 settembre 1686 - 29 settembre 1691 deceduto)
- Stefan Wierzbowski † (21 luglio 1710 - prima del 22 febbraio 1713 deceduto)
- Georg Xaver Marotti † (22 maggio 1713 - 25 aprile 1716 succeduto vescovo di Pedena)
- Franz Theodor von Guttenberg † (1º luglio 1716 - 2 giugno 1717 deceduto)
- Franciszek Józef Kraszkowski † (2 ottobre 1719 - 20 dicembre 1731 deceduto)
- Francesco Maria Forlani † (23 settembre 1750 - 19 dicembre 1757 nominato vescovo di San Severino)
- Ignacy Franciszek Ossoliński, O.F.M.Conv. † (22 aprile 1765 - 7 gennaio 1774 succeduto vescovo di Kiev-Černihiv)
- Jan Alojzy Aleksandrowicz † (17 luglio 1775 - 20 marzo 1780 succeduto vescovo di Chełm)
- Franciszek Remigiusz Zambrzycki † (10 dicembre 1781 - 19 giugno 1815 deceduto)
- Joannes van Hooydonk † (14 gennaio 1842 - 4 marzo 1853 nominato vescovo di Breda)
  - Michael Jones † (26 settembre 1854 - ? dimesso) (vescovo eletto)
  - Edward McCabe † (30 gennaio 1855 - ? dimesso) (vescovo eletto)
- Patrick Moran † (19 febbraio 1856 - 3 dicembre 1869 nominato vescovo di Dunedin)
- Charles Arsène Bourdon, M.E.P. † (1º ottobre 1872 - 3 ottobre 1918 deceduto)
- Anton Keil † (31 marzo 1919 - 27 novembre 1926 deceduto)
- Stanisław Rospond † (25 marzo 1927 - 4 febbraio 1958 deceduto)
- Rafael González Moralejo † (25 febbraio 1958 - 28 novembre 1969 nominato vescovo di Huelva)
- José María Mestres † (7 marzo 1974 - 7 giugno 1990 deceduto)
- Claudio Stagni (6 dicembre 1990 - 26 aprile 2004 nominato vescovo di Faenza-Modigliana)
- Jean-Pierre Grallet, O.F.M. (27 settembre 2004 - 21 aprile 2007 nominato arcivescovo di Strasburgo)
- Oscar Cantú (10 aprile 2008 - 10 gennaio 2013 nominato vescovo di Las Cruces)
- Domingo Buezo Leiva (9 febbraio 2013 - 16 luglio 2021 nominato vescovo di Sololá-Chimaltenango)
- Lisandro Alirio Rivas Durán, I.M.C. (23 dicembre 2021 - 31 ottobre 2024 nominato vescovo di San Cristóbal de Venezuela)
- Robert Fedek, dal 20 dicembre 2024